# Calamagrostis scaberula
Calamagrostis scaberula är en gräsart som beskrevs av Jason Richard Swallen. Calamagrostis scaberula ingår i släktet rör, och familjen gräs.
Artens utbredningsområde är Ecuador. Inga underarter finns listade i Catalogue of Life.